# Калугина (деревня)
Калугина — деревня в Слободо-Туринском районе Свердловской области России, входит в состав Усть-Ницинского сельского поселения.

## Географическое положение
Деревня Калугина расположена в 23 километрах (по автодороге в 28 километрах) к юго-востоку от села Туринская Слобода, на правом берегу реки Туры. В окрестностях деревни расположен ландшафтный заказник — Гимчинское болото.

## Население
| 2002 | 2010 | 2021 |
| ---- | ---- | ---- |
| 27   | ↘11  | ↗21  |